# Bach 2: Basics
Bach 2: Basics es un álbum de covers del músico canadiense Sebastian Bach, antiguo vocalista de la banda Skid Row. Fue lanzado en el año 2001. Contiene covers de bandas y artistas que influenciaron a Bach, como Kiss, Ozzy Osbourne, Rush, Iron Maiden, Led Zeppelin y AC/DC.

## Lista de canciones
1. "I Don't Know" (Osbourne, Daisley, Rhoads) 5:08 (Ozzy Osbourne)
2. "Crazy Train" (Osbourne, Daisley, Rhoads) 5:01 (Ozzy Osbourne)
3. "Believer" (Osbourne, Daisley, Rhoads) 5:36 (Ozzy Osbourne)
4. "Children of the Damned" (Harris) 4:36 (Iron Maiden)
5. "Motorvatin'/Fallen Star" (Monroe, McCoy) 5:40 (Hanoi Rocks)
6. "This Is the Moment [Live]" (Wildhorn, Bricusse) 3:41 (Jekyll & Hyde)
7. "Communication Breakdown" (Page, Jones, Bohnam) 2:40 (Led Zeppelin)
8. "Working Man" (Lee, Lifeson) 3:52 (Rush)
9. "Rock Bottom" (Frehley, Stanley) 3:08 (Kiss)
10. "Shock Me" (Frehley) 3:42 (Kiss)
11. "Save Your Love" (Frehley) 5:19 (Kiss)
12. "Immigrant Song" (Page, Plant) 2:21 (Led Zeppelin)
13. "T.N.T." (Scott, Young, Young) 3:38 (AC/DC)
14. "Little Lover" (Scott, Young, Young) 4:36 (AC/DC)
15. "Jacob's Ladder" (Lee, Lifeson, Peart) 7:38 (Rush)
16. "Tonight's the Night" (Stewart) 3:15 (Rod Stewart)